# Skalnatý potok (Poprad)
Der Skalnatý potok (deutsch Steinbach, ungarisch Kő-patak, polnisch Łomnica) ist ein 15,6 km langer Bach in der Nordslowakei und linksseitiger Zufluss des Poprad in der Landschaft Zips (slowakisch Spiš).
Die Quelle liegt in der höchsten Gebirgsterrasse Cmiter (deutsch Totengarten) des Tals Skalnatá dolina (deutsch Steinbachtal) unterhalb des Bergmassivs von Lomnický štít. Im Oberlauf verschwindet der Bach jedoch häufig im Untergrund, auch vor dem Bergsee Skalnaté pleso. Von dort ist ein Abfluss nur während eines hohen Wasserpegels zu sehen, ansonsten erscheint der Bach auf der Oberfläche erst unter dem See. Von dort fließt der Bach in grob südöstlicher Richtung, passiert Tatranské Matliare und verlässt die Hohe Tatra auf dem Niveau der Straße Cesta Slobody. Danach erreicht der Bach das Vorgebirge und schließlich den Talkessel Popradská kotlina (Teil der größeren Einheit Podtatranská kotlina) und mündet in den Poprad südlich des Ortszentrums von Veľká Lomnica (deutsch Großlomnitz) als dessen linksseitiger Zufluss.
Der ursprüngliche Bachname war Lomnický potok (wörtlich Lomnitzer Bach), nach der jahrhundertelangen Zugehörigkeit des gesamten Bachverlaufs zur Gemeinde Veľká Lomnica. Diese Bezeichnung ist noch im polnischen Łomnica erhalten geblieben. Der heutige Name erschien zuerst 1717 in einem Werk von Georg Buchholtz d. J. als Steinbock Bach, durch spätere Übertragungsfehler wurde daraus Steinbach, mit entsprechenden Übersetzungen in andere Sprachen.